# Bullingdon Club

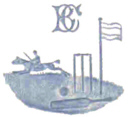
Symbol Bullingdon Clubu

Bullingdon Club je exkluzivním klubem pouze pro mužské studenty Oxfordské univerzity. Oxfordská univerzita se však ke klubu nehlásí. Jeho charakteristickými znaky jsou bohatí členové, velké bankety, bouřlivé rituály, vandalské chování v restauracích a ničení studentských pokojů. Bullingdon Club byl původně sportovním klubem, který byl zasvěcen kriketu a jezdectví, i když hlavní aktivitou byly klubové večeře. Byl založen v roce 1780. Členství v klubu bylo nákladné, obleky na míru musely stát nejméně 3500 GBP, nechyběla pravidelná gurmánská pohostinnost a tradicí byla platba za způsobené škody na místě. Klub je kontroverzním tím, že někteří jeho členové se stali součástí britské politické scény. Patří mezi ně např. bývalý premiér David Cameron, bývalý ministr financí George Osborn, bývalý primátor Londýna a od roku 2019 britský premiér Boris Johnson, současný ministr pro policejní a hasičské služby Nick Hurd a také Nathaniel Rothschild. Obvykle měl klub 12 členů 
Bullingdon klub je pravidelně uváděn v beletrii a dramatu, někdy pod svým vlastním jménem a někdy pod snadno rozpoznatelným názvem (jako v roce 2014 Rváčský klub neboli The Riot Club). V roce 2016 se objevují zmínky v anglickém tisku, že je klub na pokraji zániku, protože se k němu nechce nikdo připojit.